# Eenbloemig parelgras
Eenbloemig parelgras (Melica uniflora) is een overblijvende plant die behoort tot de grassenfamilie (Poaceae). In Nederland komt eenbloemig parelgras voornamelijk voor in Zuid-Limburg.
De plant wordt 30-60 cm hoog en vormt vrij korte wortelstokken. Het jonge blad is ingerold. De lichtgroene bladeren zijn ruw, vlak en slap overhangend. Het kokervormige, 0,5 mm lange tongetje heeft aan het begin van de bladschede een 1 tot 4 mm lang, spits aanhangsel (antiligula). De knopen van de rechtopstaande, gladde stengel zijn zwart-violet.

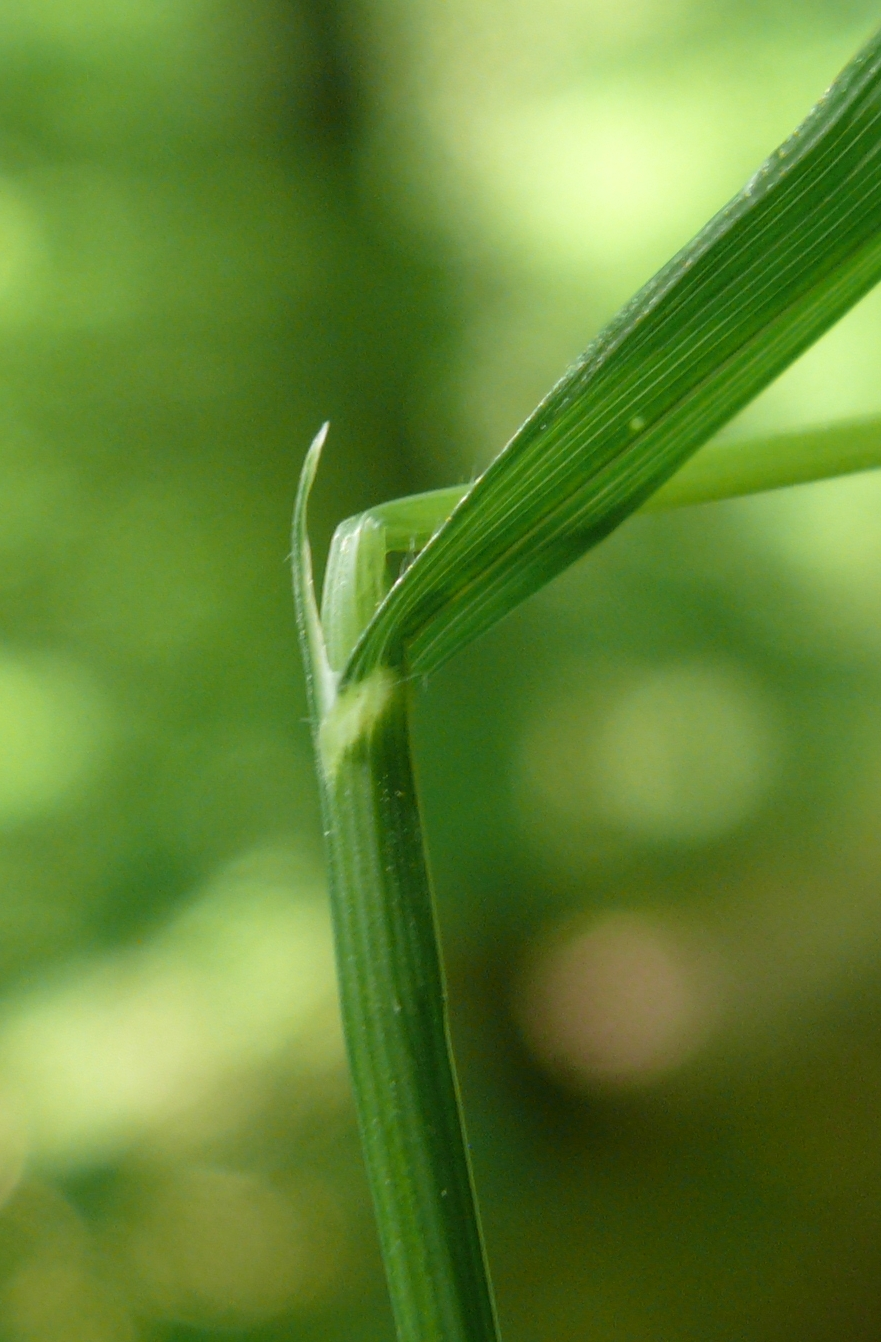
Antiligula

Eenbloemig parelgras bloeit in mei en juni met enigszins overhangende pluimen. Het 5 mm lange, zilverachtige aartje bestaat uit één tweeslachtige bloem vandaar de Nederlandse naam. Boven de bloem zit nog wel het ongeveer 4,5 mm lange knotsvormige begin van een tweede bloem. De kelkkafjes zijn naar boven toe iets spits. Het onderste kelkkafje is 4 mm lang en het bovenste 4,5 mm. Het onderste kroonkafje is bijna 5 mm lang, heeft zeven nerven en bovenaan een korte vliezige, behaarde rand. Het bovenste kroonkafje is 4 mm lang. Op het aartje zit een mierenbroodje, waardoor het door mieren verspreid wordt.
De vrucht is een graanvrucht.
De plant komt voor op vochtige, matig voedselrijke tot voedselrijke grond in loofbossen en in duinen.

## Plantengemeenschap
Eenbloemig parelgras is een kensoort voor het eiken-haagbeukenbos (Stellario-Carpinetum).

## Namen in andere talen
- Duits: Einblütiges Perlgras
- Engels: Wood Melick
- Frans: Mélique uniflore, Mélique à une fleur